# Gyllene Tider
Gyllene Tider – szwedzka grupa muzyczna wykonująca pop-rock. Nazwa zespołu, w języku szwedzkim, w dosłownym tłumaczeniu oznacza Złote Czasy. Grupa powstała w 1977 roku z inicjatywy muzyków Pera Gessle i jego przyjaciela Matsa „MP” Perssona, którzy do współpracy zaprosili Andersa Herrlina, Micka Andersona oraz Görana Fritzsona. Grupa występowała do 1985 roku. W latach 1995–1996, 2004, 2010 i 2013 z dużym sukcesem została reaktywowana serią koncertów.

## Dyskografia

### Albumy
| Gyllene Tider               | - Data: 18 lutego 1980 - Wydawca: Parlophone   | 1 | 27 |                           |
| Moderna Tider               | - Data: 10 marca 1981 - Wydawca: Parlophone    | 1 | 2  |                           |
| Puls                        | - Data: 26 sierpnia 1982 - Wydawca: Parlophone | 1 | 12 |                           |
| The Heartland Café          | - Data: 17 lutego 1984 - Wydawca: Parlophone   | 4 | –  |                           |
| Finn 5 fel!                 | - Data: 9 czerwca 2004 - Wydawca: Parlophone   | 1 | 26 | - SWE: 3x platynowa płyta |
| Dags att tanka pa refrangen | - Data: 2 maja 2013 - Wydawca: Parlophone      | 1 | 14 |                           |
| „–” album nie był notowany. |                                                |   |    |                           |

### Albumy koncertowe
| Parkliv                     | - Data: 3 lipca 1990 - Wydawca: EMI                  | –  |
| Återtåget Live!             | - Data: 15 grudnia 1997 - Wydawca: Parlophone        | 19 |
| GT25 Live!                  | - Data: 24 listopada 2004 - Wydawca: Capitol Records | 28 |
| „–” album nie był notowany. |                                                      |    |

### Kompilacje
| Instant Hits                          | - Data: 5 września 1989 - Wydawca: Parlophone      | 3  | – | - SWE: złota płyta |
| Samlade Tider                         | - Data: 20 kwietnia 1994 - Wydawca: Pickwick Music | –  | – |                    |
| Halmstads pärlor                      | - Data: 15 maja 1995 - Wydawca: Parlophone         | 1  | 2 | - SWE: złota płyta |
| Ljudet av ett annat hjärta/En samling | - Data: 10 września 1997 - Wydawca: EMI            | –  | – |                    |
| Konstpaus                             | - Data: 17 lipca 2000 - Wydawca: Parlophone        | 10 | – |                    |
| GT25! Samtliga Hits                   | - Data: 24 marca 2004 - Wydawca: Parlophone        | 1  | 6 |                    |
| Soldans pa din gramoffon              | - Data: 3 lipca 2013 - Wydawca: Parlophone         | 4  | – |                    |
| „–” album nie był notowany.           |                                                    |    |   |                    |

## Nagrody i wyróżnienia
| Rok  | Kategoria           | Tytułem       | Nagroda     | Nota | Źródło |
| ---- | ------------------- | ------------- | ----------- | ---- | ------ |
| 1982 | Årets svenska grupp | Gyllene Tider | Rockbjörnen | Laur | [ 10 ] |
| 1997 | Årets Låt           | „Gå & Fiska”  | Grammis     | Laur | [ 11 ] |
| 1997 | Årets Artist        | Gyllene Tider | Grammis     | Laur | [ 12 ] |
| 2004 | Årets svenska grupp | Gyllene Tider | Rockbjörnen | Laur | [ 10 ] |